# Rio Mutuca
O rio Mutuca é um rio brasileiro que banha o estado da Mato Grosso. O rio nasce dentro do perímetro do Parque Nacional Chapada dos Guimarães e tem como principais afluentes os córregos Mutuquinha e Porteiro.